# Когинас
Когинас (на италиански: Coghinas) е река на Южна Сардиния, Италия.
Извира в планина Монти ди Ала, близо селишето Ала дей Сарди. Влива се в Залив Асинара, която е част от Средиземноморието, при град Валедория. През 1927 г. на реката е създаден резервоар Лаго Когинас. Дължината ѝ е 116 km. Площта на водосборния басейн на реката е 2551 km2. Средната речния отток е 18 m3/s.